# غمام الهمذاني
السيّد محمد يوسف زادة اشتهر بتخلصه في الشعر بـغِمام الهَمَذاني (أغسطس 1875 - 23 سبتمبر 1942) شاعر وصحفي وناشط سياسي إيراني ومن أكثر الشخصيات تأثيرا على الحركة الدستورية والتنوير في همدانوهو الذي أسس أول جريدة بها. وهو من الشّعراء الذين كتبوا في الحّب والغزل بالفارسية.

## سيرته
ولد محمد بن يوسف في النجف بالعراق في رجب 1292/ أغسطس 1875 ودرس بها حتی بلغ من العمر 13 عاما. ثم هاجر إلى همدان مع عائلته ودرس الفارسية والأدب العربي والفقه والمبادئ والحكمة والتصوف. عمل في التجارة في بلده أولاً ثم مال إلى السياسة في بداية الحركة الدستورية الإيرانية (1905-07) وكان من الليبراليين. أسس جمعية الوحدة في همدان ونشرت صحيفة أُلفة في 1907. واستمر حتى سنة 1912 ودعى إلى «التحالف الإسلامي» و «القومية الإسلامية»، و«ديمقراطية الاجتماعية».

توفي في 13 رمضان 1361/ 23 سبتمبر 1942 في طهران ودفن في همدان في 6 أكتوبر. 

## آثاره
- ديوان : في المجلدين، 1924.